# Minato

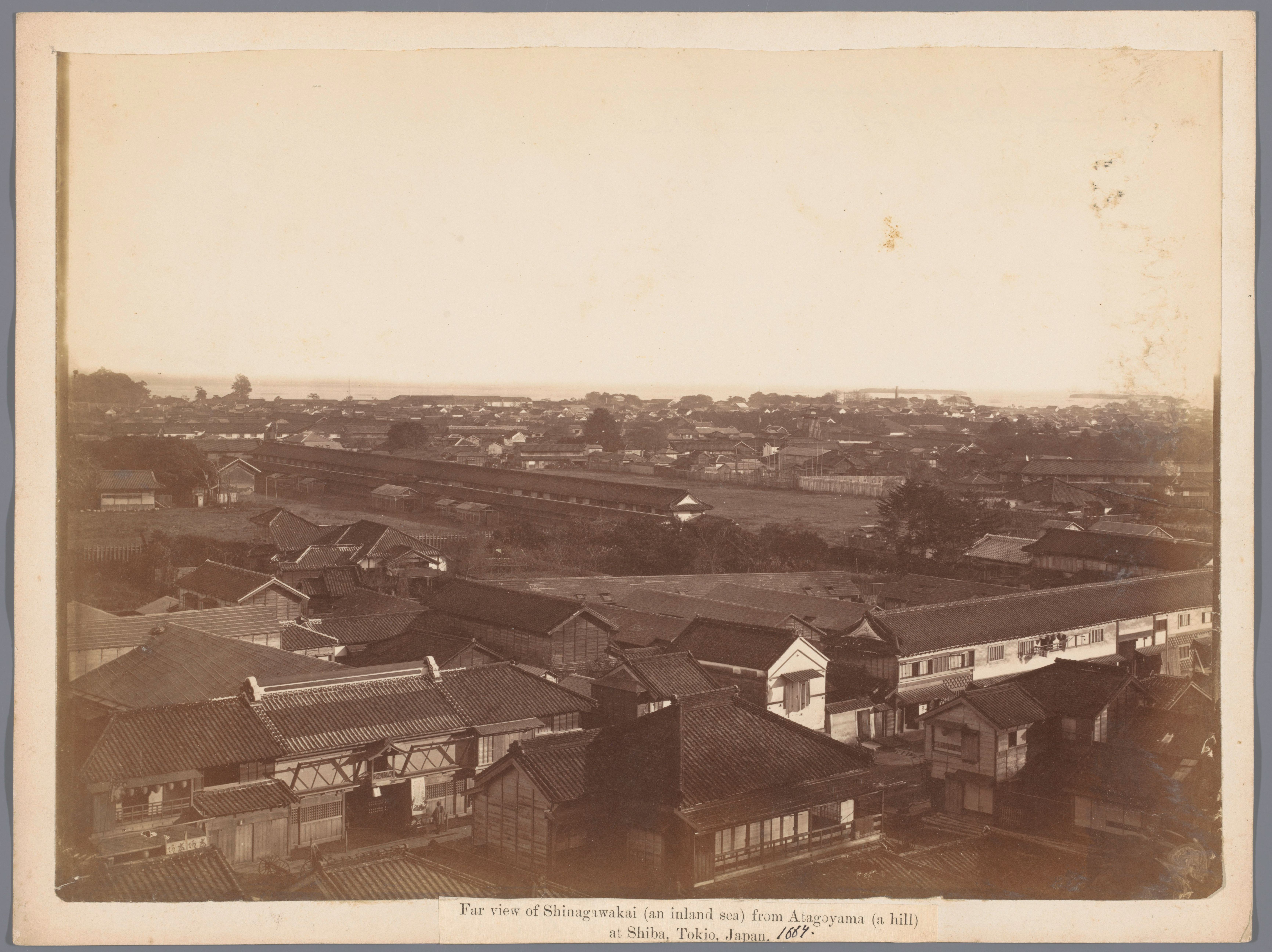
Shiba, a principis de l'era Meiji

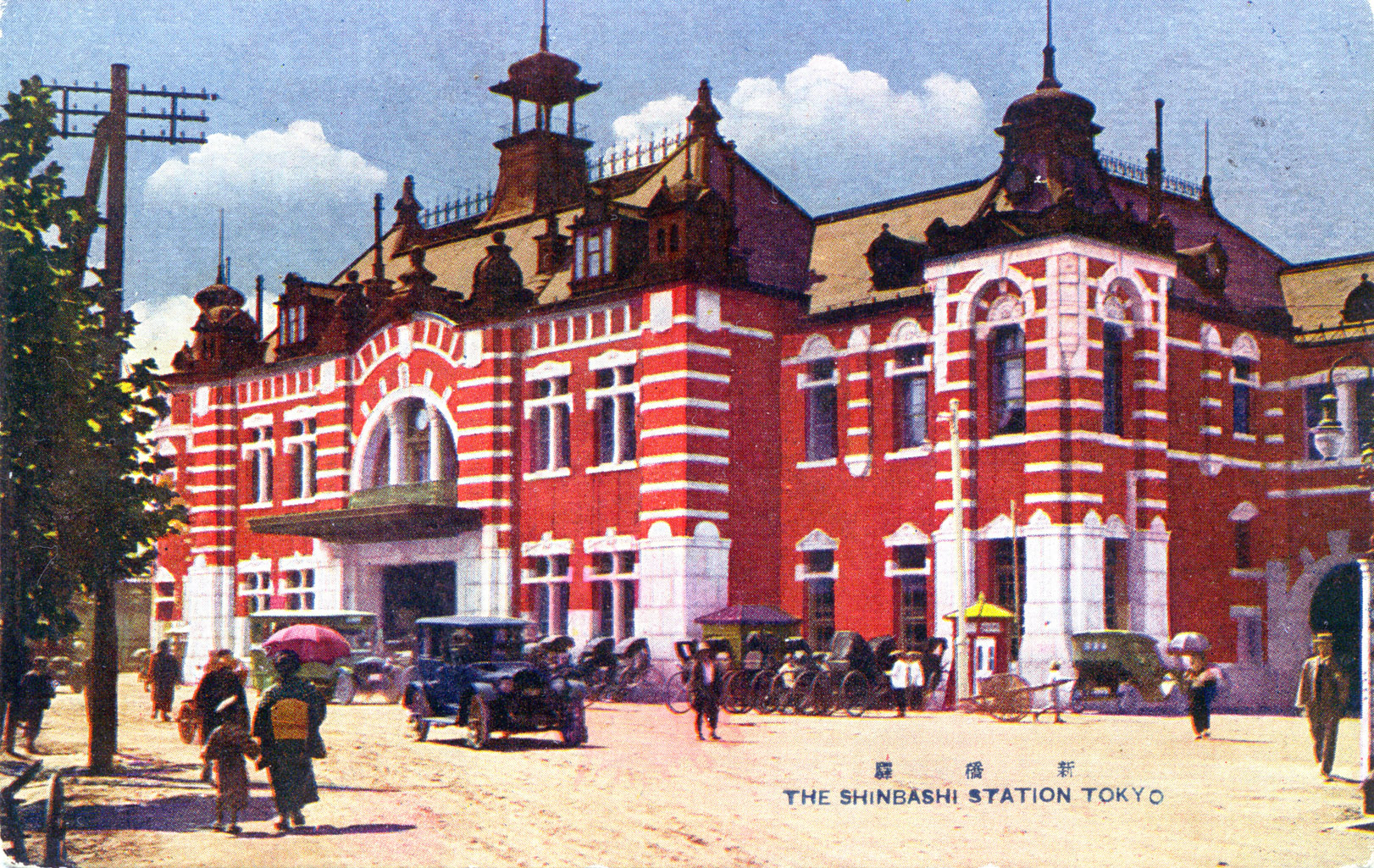
L'estació de Shinbashi a l'era Taishō

Minato (港区, Minato-ku) és un municipi i districte especial de Tòquio, a la regió de Kantō, Japó. Degut a la seua condició de municipi, Minato també és coneguda en anglés i oficialment pel govern local com a "ciutat de Minato" (Minato City). El nom del districte, "Minato", es tradueix al català com a "port" i fa referència al port de Tòquio.

## Geografia
El districte especial de Minato es troba geogràficament localitzat al sud-est de Tòquio i, en concret, al sud-oest de la regió dels districtes especials de Tòquio que correspon a l'antiga ciutat de Tòquio. El territori del districte és, en gran part, de terres guanyades a la mar artificials, inclosa l'illa artificial d'Odaiba, localitzada a la badia de Tòquio. El districte, que es troba a l'altiplà de Musashino, té infinitat de xicotets turons que fan una especial geografia urbana. El terme municipal de Minato limita amb els de Shinjuku, Chiyoda i Chūō al nord; amb Shinagawa al sud i amb Shibuya a l'oest.

### Barris
Els barris de Minato són els següents:
- Akasaka (赤坂)
- Azabu-jūban (麻布十番)
- Azabu-dai (麻布台)
- Azabu-Nagasaka-chō (麻布永坂町)
- Azabu-Mamiona-chō (麻布狸穴町)
- Atago (愛宕)
- Kaigan (海岸)
- Kita-Aoyama (北青山)
- Kōnan (港南)
- Shiba (芝)
- Shibaura (芝浦)
- Shiba-kōen (芝公園)
- Shiba-daimon (芝大門)
- Shirokane (白金)
- Shirokane-dai (白金台)
- Shinbashi (新橋)
- Daiba (台場)
- Takanawa (高輪)
- Toranomon (虎ノ門)
- Nishi-Azabu (西麻布)
- Nishi-Shinbashi (西新橋)
- Hamamatsu-chō (浜松町)
- Higashi-Azabu (東麻布)
- Higashi-Shinbashi (東新橋)
- Mita (三田)
- Minami-Aoyama (南青山)
- Minami-Azabu (南麻布)
- Moto-Akasaka (元赤坂)
- Moto-Azabu (元麻布)
- Roppongi (六本木)

## Història
Abans del període Meiji, la zona on actualment es troba el districte especial de Minato formava part d'Edo, al districte d'Ebara, a la ja desapareguda província de Musashi. Després de la restauració Meiji, el territori formà part, primer de la prefectura d'Edo i finalment de l'antiga prefectura de Tòquio l'any 1868.
L'any 1878 es crea la ciutat de Tòquio, avui desapareguda i dins d'ella nàixen els tres districtes urbans de Shiba, Azabu i Akasaka. Amb la fusió de la ciutat i prefectura de Tòquio per a formar l'actual Tòquio l'any 1943, els tres districtes urbans van esdevindre una mena de municipis semi-independents sota el control del nou Govern Metropolità de Tòquio.
Ja després de la Segona Guerra Mundial i sota la nova llei d'autonomia local, el 15 de març de 1947 es creà l'actual districte especial de Minato fruit de la unió dels tres antics districtes urbans de Shiba, Azabu i Akasaka. Des de l'any 2001 els districtes especials de Tòquio tenen consideració de municipis.

## Administració

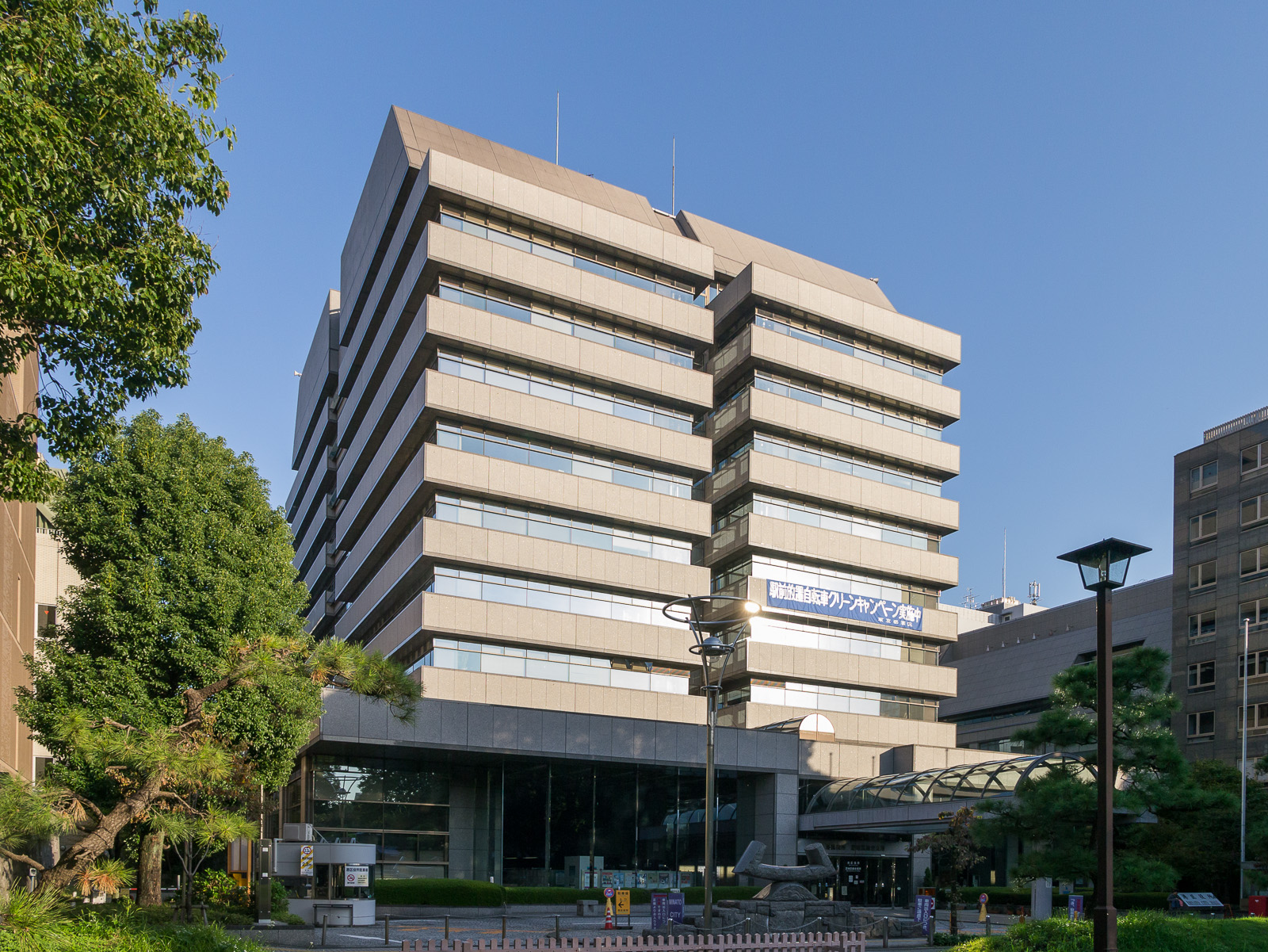
Ajuntament de Minato

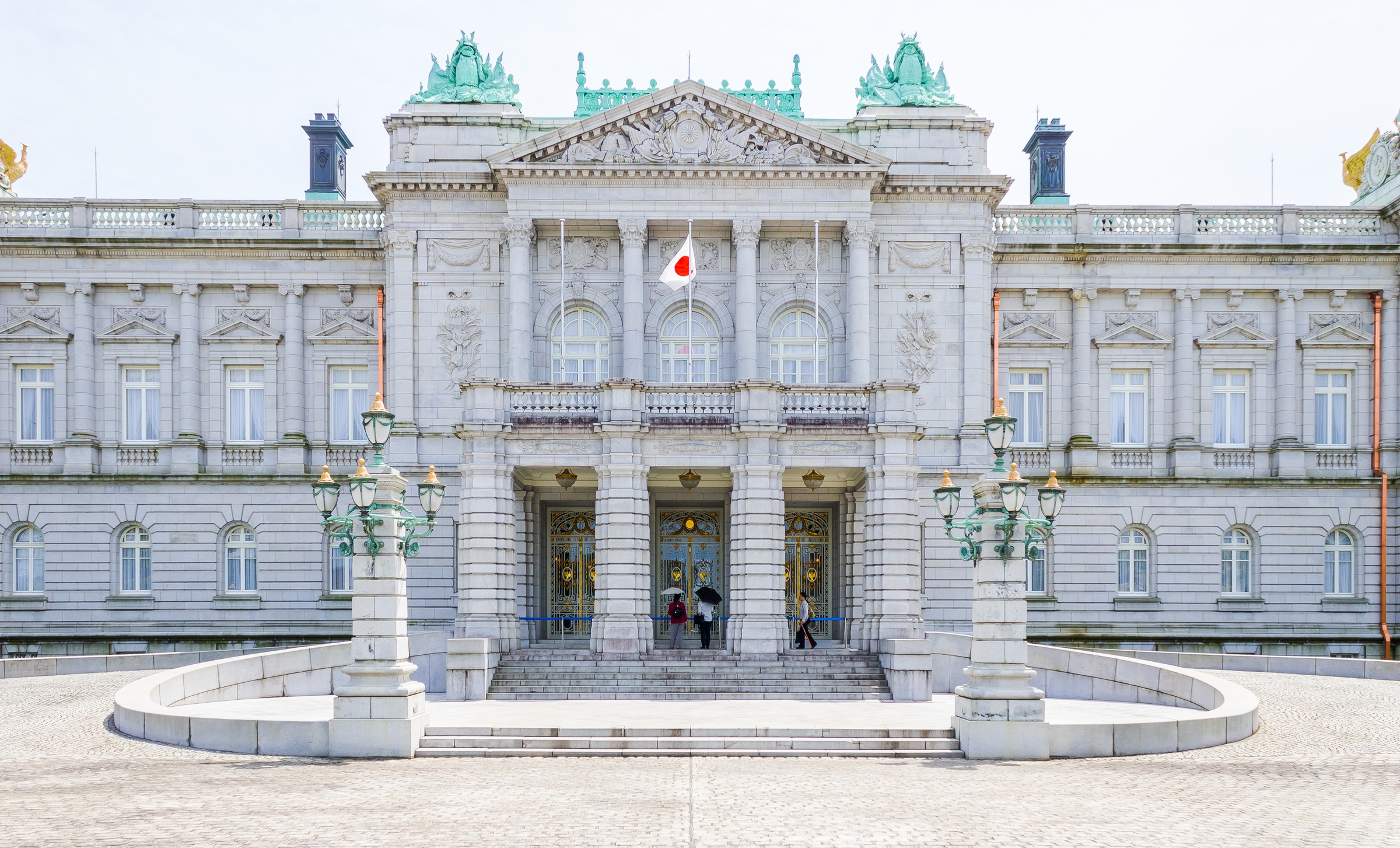
Palau d'Akasaka, a Moto-Akasaka

### Alcaldes
A continuació es presenta una relació dels alcaldes electes:
- Mitsuji Ide (1947-1948)
- Naozō Yada (1949-1949)
- Seitarō Nakanishi (1949-1957)
- Seiichi Oda (1957-1975)
- Yukio Kawahara (1975-1985)
- Keiji Yamada (1985-1992)
- Shinichi Sugaya (1992-2000)
- Keimi Harada (2000-2004)
- Masa-Aki Takei (2004-present)

### Assemblea
| Assemblea de Minato (2019-2023) | Assemblea de Minato (2019-2023) | Assemblea de Minato (2019-2023) | Assemblea de Minato (2019-2023) |
| P: Kazuyuki Kiyohara (PLD)      | P: Kazuyuki Kiyohara (PLD)      | V: Yuki Nakamae (Ind)           | V: Yuki Nakamae (Ind)           |
| Grups polítics                  | Grups polítics                  | Grups polítics                  | Regidors                        |
| ------------------------------- | ------------------------------- | ------------------------------- | ------------------------------- |
|                                 | Partit Liberal Democràtic       | PLD                             | 11 / 34                         |
|                                 | PDC (4) PDP (3) Ind (3)         | PDC-PDP                         | 10 / 34                         |
|                                 | Kōmeitō                         | KMT                             | 5 / 34                          |
|                                 | Partit Comunista del Japó       | PCJ                             | 3 / 34                          |
|                                 | Els Toquiòtes Primer            | ET1                             | 2 / 34                          |
|                                 | Independents                    | Ind                             | 2 / 34                          |
|                                 | Partit del Somriure             | PS                              | 1 / 34                          |

## Demografia
| 1920    | 1930    | 1940    | 1950    | 1960    | 1970    | 1980    |
| ------- | ------- | ------- | ------- | ------- | ------- | ------- |
| 330.004 | 322.487 | 336.312 | 216.120 | 267.024 | 223.978 | 201.257 |
| 1990    | 2000    | 2010    | 2020    | 2030    | 2040    | 2050    |
| 158.499 | 159.398 | 205.303 | 258.105 | -       | -       | -       |

## Transport

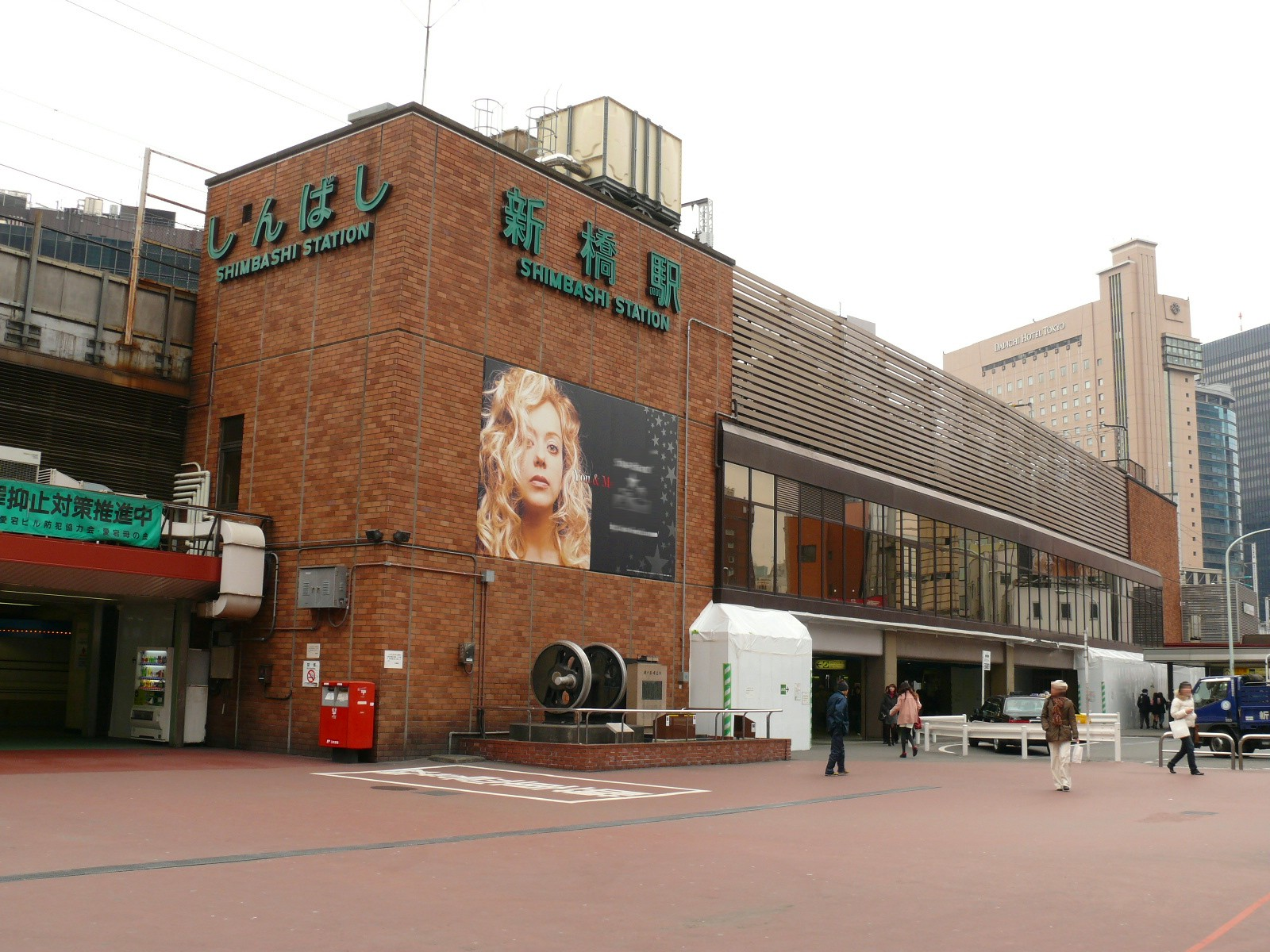
Estació de Shinbashi

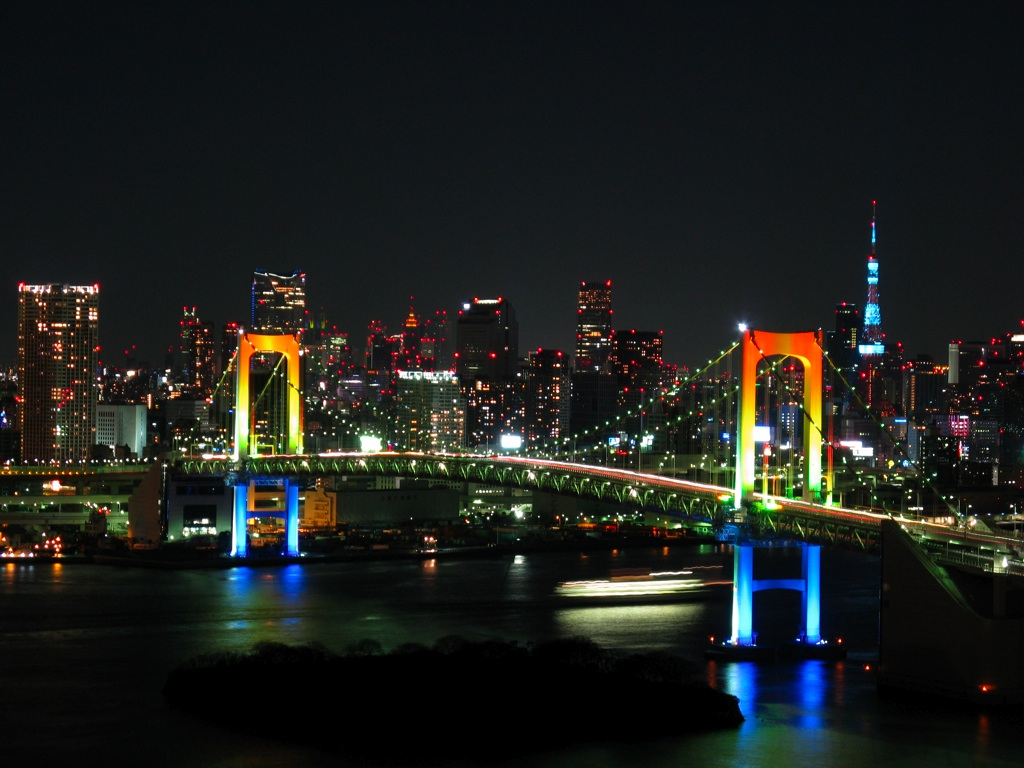
Rainbow Bridge de nit

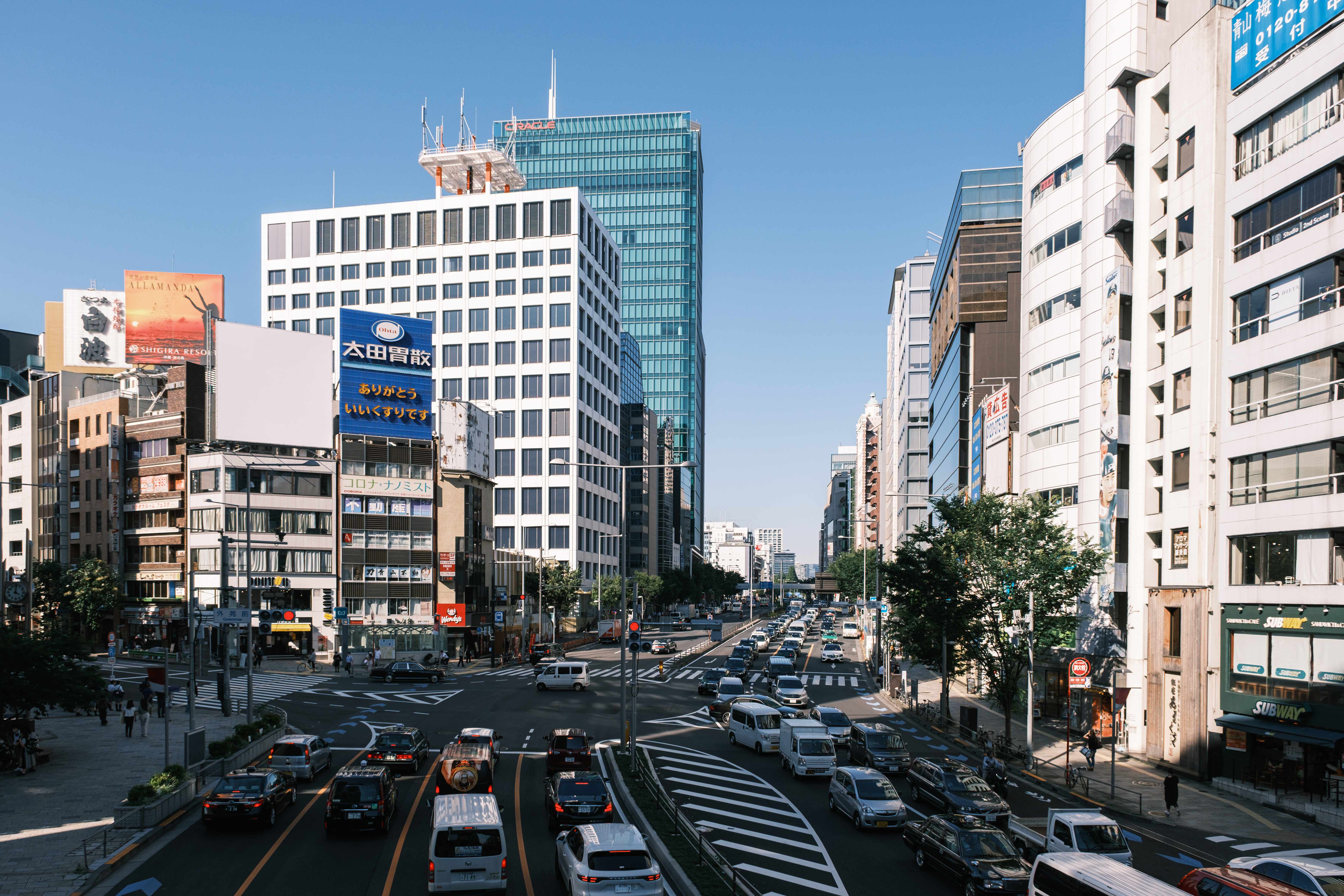
Carrer d'Aoyama (2020)

### Ferrocarril
- Companyia de Ferrocarrils del Japó Oriental (JR East)
  - Shinbashi - Hamamatsuchō - Tamachi - Takanawa Gateway - Shinagawa
- Companyia de Ferrocarrils del Japó Central (JR Central)
  - Shinagawa
- Metro de Tòquio
  - Omotesandō - Gaienmae - Aoyama-itchōme - Akasaka-mitsuke - Toranomon - Shinbashi - Hiroo - Roppongi - Kamiyachō - Toranomon Hills - Nogizaka - Akasaka - Shirokanedai - Shirokane-Takanawa - Azabu-jūban - Roppongi-itchōme
- Metro Públic de Tòquio (TOEI)
  - Takanawadai - Sengakuji - Mita - Daimon - Shinbashi - Shirokanedai - Shirokane-Takanawa - Shibakōen - Onarimon - Aoyama-itchōme - Roppongi - Azabu-jūban - Akabanebashi - Shiodome
- Ferrocarril Elèctric Exprés de Tòquio-Yokohama (Keikyū)
  - Sengakuji - Shinagawa
- Nou Transport Costaner de Tòquio (Yurikamome)
  - Shinbashi - Shiodome - Takeshiba - Hinode - Shibaura-futō - Odaiba-kaihinkōen - Daiba
- Monocarril de Tòquio
  - Hamamatsuchō

### Carretera
- Autopista Metropolitana de Tòquio (Shuto)
- N-1 - N-15 - N-130 - N-246
- TK-301 - TK-319 - TK-405 - TK-409 - TK-412 - TK-413 - TK-415 - TK-418

### Marítim
- Tokyo Water Taxi
- Companyia Naviliera Turística de Tòquio
- Associació de Parcs Metropolitans de Tòquio
- Naviliera Tōkai
- Transport Marítim d'Ogasawara
- Sealine Tokyo
- Tokyo Vingt et Un Cruise